# Boureuilles
Boureuilles ist eine französische Gemeinde mit 117 Einwohnern (Stand: 1. Januar 2022) im Département Meuse in der Region Grand Est (vor 2016: Lothringen). Die Gemeinde gehört zum Arrondissement Verdun, zum Kanton Clermont-en-Argonne und zum Gemeindeverband Argonne-Meuse. 

## Geographie
Boureuilles liegt etwa 32 Kilometer westnordwestlich von Verdun.
Umgeben wird Boureuilles von den Nachbargemeinden Varennes-en-Argonne im Norden, Cheppy im Nordosten, Vauquois im Osten, Aubréville im Südosten, Neuvilly-en-Argonne und Lachalade im Süden sowie Vienne-le-Château im Westen.

## Bevölkerungsentwicklung
| Jahr                       | 1962 | 1968 | 1975 | 1982 | 1990 | 1999 | 2006 | 2011 | 2019 |
| Einwohner                  | 151  | 134  | 121  | 118  | 119  | 118  | 124  | 124  | 119  |
| Quellen: Cassini und INSEE |      |      |      |      |      |      |      |      |      |

## Sehenswürdigkeiten
- Kirche Saint-Martin, 1777 erbaut, wiedererrichtet 1925

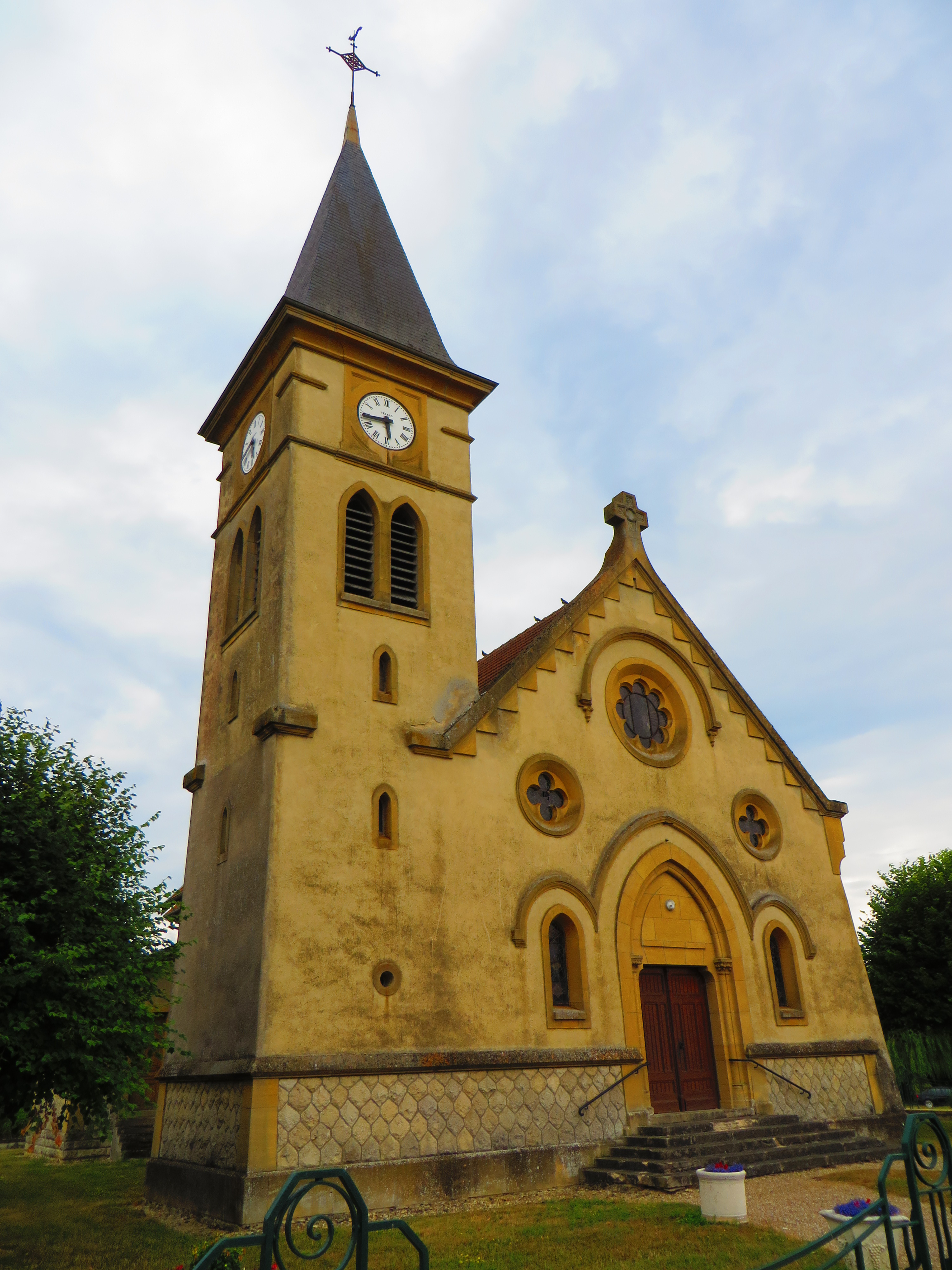
Kirche Saint-Martin